# ولفگانگ ون هیلن
ولفگانگ ون هیلن (به انگلیسی: Wolfgang Van Halen) (زادهٔ ۱۶ مارس ۱۹۹۱) نوازندهٔ کنونی گیتار باس گروه ون هیلن است. او در سال ۲۰۰۶ جایگزین مایکل آنتونی، باسیست پیشین ون هیلن شد.
ولفگانگ فرزند ادی ون هیلن (گیتاریست نامدار) و والری برتینلی (بازیگر) است. الکس ون هیلن، درامر گروه ون هیلن نیز عموی اوست. پیش از آن‌که ولفگانگ به‌عنوان عضو ثابت ون هیلن فعالیتش را آغاز کند در یکی از تورهای آن‌ها در سال ۲۰۰۴ به‌عنوان نوازندهٔ مهمان شرکت کرده‌بود. ادی ون هیلن در اواخر سال ۲۰۰۶ و در مصاحبه‌ای با مجلهٔ گیتار ورلد تأیید کرد که ولفگانگ جایگزین مایکل آنتونی شده‌است.
او در حال حاضر به‌همراه دیگر اعضای ون هیلن مشغول کار بر روی ۱۲اُمین آلبوم گروه به‌نام VH IV است که قرار است در سال ۲۰۱۱ منتشر شود.